# مايك فيليري
مايكل كريستوفر فيليري (ولد في 17 سبتمبر 1960) لاعب كرة قدم إنجليزي محترف سابق لعب لتشيلسي وكوينز بارك رينجرز وبورتسموث وأولدهام أثليتيك وميلوول وتوركواي يونايتد كلاعب وسط خلال السبعينيات والثمانينيات والتسعينيات،  كان فيليري لاعب العام لتشيلسي سنة 1982.

## مساره المهني
وقع مايك فيليري استمارات احترافية لتشيلسي في أغسطس 1978. لعب بشكل رائع كلاعب وسط في العديد من المباريات لتشيلسي، على الرغم من بعض التقلبات أحيانًا، خلال الفترة الصعبة والمضطربة لنادي تشيلسي لكرة القدم. كان مايك فيليري لاعب العام في تشيلسي لسنة 1982 وفاز أيضًا بجائزة نادي أنصار تشيلسي الرسمية في العام نفسه. نُقِل إلى كوينز بارك رينجرز قرب غرب لندن في أغسطس 1983 مقابل 200 ألف جنيه إسترليني. 
فيلري كان آخر لاعبي تشيلسي للشباب يسجل 10 أهداف أو أكثر في مواسم متتالية حتى حقق تامي أبراهام مجددًا هذا الإنجاز في موسم 20-21 . 

## مرتبة الشرف
فردي
- لاعب العام في تشيلسي : 1982